# Cuatro integrales
Los "Cuatro integrales" o las "Cuatro integridades" (en chino: 四个全面战略布局) es una expresión de la ciencia política china referida a la construcción integral de una sociedad modestamente acomodada, a la profundización integral de la reforma, a la gobernación integral del país a través del Estado de derecho y agobernar estrictamente de manera integral al Partido Comunista de China. Dicha teoría se presentó el año 2014 por el presidente del República Popular China Xi Jinping. Igual que teorías de centros de PCCh pasados: el pensamiento de Mao Zedong, la teoría de Deng Xiaoping, el importante pensamiento de la triple representatividad y la concepción científica del desarrollo, “Cuatro integrales” forma éxito teórico del liderazgo de la quinta generación de dirigentes de PCCh. 

## Comentarios públicos
El director del Centro de Estudios Chinos John L. Thornton del Instituto Brookings, doctor Li Cheng, cree que esto es una estrategia positiva y refleja el concepto de dirigencia del gobierno chino.
"Desde el punto de vista del pueblo, una sociedad modestamente acomodada es un sueño compartido, porque le permite a más poblados entrar en la clase media. Mientras tanto, la profundización de la reforma económica es la aspiración de los empresarios chinos, sobre todo, los empresarios privados. "
Las "cuatro tareas integrales" surgen justo en el momento en que China presta una mayor atención a la mejora de la gobernanza después del milagro económico. La justicia social se ha convertido en una meta importante.
"El Estado de derecho" adquirió relevancia en la cuarta sesión del décimo octavo Comité Central del PCCh y garantiza la modernización del sistema de gobierno al mismo tiempo que defiende la justicia social.
La dirigencia ha hecho grandes sacrificios para enfrentar la corrupción, la cual creen podría amenazar la supervivencia misma del Partido y del Estado. "Fortalecer la disciplina del Partido" es un deber para que el PCCh sobreviva.